# Marius Marin
Marius Mihai Marin (* 30. August 1998 in Timișoara) ist ein rumänischer Fußballspieler.

## Karriere

### Verein
Nachdem Marin bis zum Ende der Spielzeit 2014/15 beim ACS Poli Timișoara gespielt hatte, kam er in der Folgesaison bei der U19 der ASU Politehnica Timișoara unter. Nach dieser Spielzeit wechselte er nach Italien, wo er für die U19 von US Sassuolo aktiv war. Von Juli 2019 bis Juni 2018 wurde er an US Catanzaro verliehen. Nach dem Ende dieser Leihe wurde er für die Spielzeit 2018/19 zum Pisa Sporting Club verliehen, dieser übernahm ihn zur Saison 2019/20 auf fester Basis.

### Nationalmannschaft
Im Oktober 2019 debütierte er für die rumänische U21-Nationalmannschaft und nahm mit dieser an der U-21-Fußball-Europameisterschaft 2021 teil, bei der er in zwei der Gruppenspiele die Kapitänsbinde trug. Danach machte er im Sommer 2021 einige Partien mit der U23 und gehörte zum Olympiakader bei dem Turnier der Olympischen Sommerspiele im Jahr 2021. Dort kam er in allen Gruppenspielen seiner Mannschaft, welche danach ausschied, zum Einsatz.
Sein Debüt für die A-Nationalmannschaft gab er am 5. September 2021 bei einem 2:0-Sieg über Liechtenstein während der Qualifikation für die Weltmeisterschaft 2022. Er wurde in der 63. Minute für Darius Olaru eingewechselt. Nach einem weiteren Spiel in dieser Qualifikationsphase kam er im Folgejahr bei der Nations League 2022/23 in mehreren Partien zum Einsatz. Danach war er bei der Qualifikationsphase für die Europameisterschaft 2024 dabei, wo er in sieben von zehn möglichen Partien eingesetzt wurde. Nach der erfolgreichen Qualifikation wurde er in den finalen Turnierkader für die Endrunde berufen.